# انتا (داکوتای شمالی)
انتا(به انگلیسی: Aneta) شهری در ایالت داکوتای شمالی کشور ایالات متحده آمریکا است که جمعیت آن در سرشماری سال ۲۰۱۰ میلادی، ۲۲۲ نفر بوده‌است.